# Брадфорд (Нью-Йорк)
Брадфорд (англ. Bradford) — місто (англ. town) в США, в окрузі Стубен штату Нью-Йорк. Населення — 806 осіб (2020).

## Демографія
Згідно з переписом 2010 року, у місті мешкало 855 осіб у 340 домогосподарствах у складі 236 родин. Було 390 помешкань
Расовий склад населення:
| - 98,4 % — білих - 0,2 % — корінних американців - 0,1 % — чорних або афроамериканців - 0,1 % — азіатів |

До двох чи більше рас належало 1,2 %. Частка іспаномовних становила 0,6 % від усіх жителів.
За віковим діапазоном населення розподілялося таким чином: 25,3 % — особи молодші 18 років, 64,1 % — особи у віці 18—64 років, 10,6 % — особи у віці 65 років та старші. Медіана віку мешканця становила 39,3 року. На 100 осіб жіночої статі у місті припадало 104,1 чоловіків;  на 100 жінок у віці від 18 років та старших — 101,6 чоловіків також старших 18 років.
Середній дохід на одне домашнє господарство  становив 55 595 доларів США (медіана — 48 438), а середній дохід на одну сім'ю — 58 969 доларів (медіана — 57 969). Медіана доходів становила 38 438 доларів для чоловіків та 36 250 доларів для жінок. За межею бідності перебувало 16,3 % осіб, у тому числі 22,8 % дітей у віці до 18 років та 6,5 % осіб у віці 65 років та старших.
Цивільне працевлаштоване населення становило 379 осіб. Основні галузі зайнятості: освіта, охорона здоров'я та соціальна допомога — 21,1 %, виробництво — 19,3 %, мистецтво, розваги та відпочинок — 16,1 %.